# Neusticomys venezuelae
Neusticomys venezuelae је врста глодара из породице хрчкова (лат. Cricetidae). 

## Распрострањење
Врста има станиште у Венецуели и Гвајани.

## Станиште
Станишта врсте су шуме и слатководна подручја.

## Угроженост
Ова врста се сматра рањивом у погледу угрожености врсте од изумирања.

### Популациони тренд
Популација ове врсте се смањује, судећи по расположивим подацима.